# غلاف الثمرة

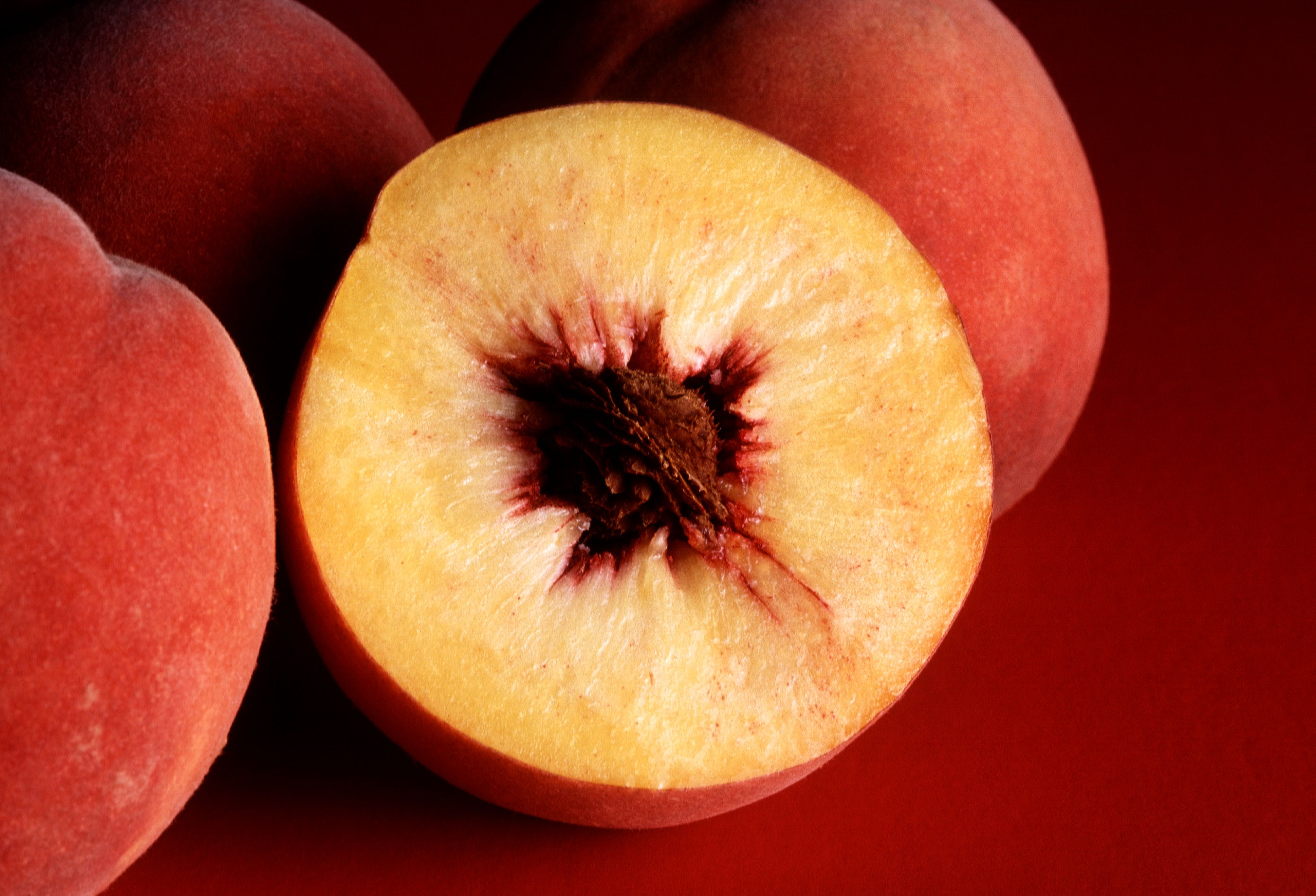
غلاف من ثلاثة أجزاء في الدراق : القشرة الخارجية ذات اللون الأحمر وهي الغلاف الخارجي، واللب وهي الطبقة الوسطى، والطبقة الخشبية من النواة هي الغلاف الداخلي

هيكل الفاكهة في جنس البرقوق، غلاف الثمرة هو ما يقع تحت اسم perikarp الألماني.

غلاف الثمرة هو الجزء من الثمرة الذي يحيط بالبذور، أو جزء من الثمرة الكاذبة، وهي تلك الثمار التي تشارك في تكوينها أجزاء زهرية أخرى مساعدة للمبيض؛ كما في الكمثرى، حيث يتشحم التخت، ويكون جزء الثمرة الذي يؤكل.
ويتكون من:
- غلاف ثمري خارجي
- غلاف ثمري وسطي أو السوذق
- غلاف ثمري داخلي.